# El gato Fritz (película)
Fritz the Cat (también conocido en España como El gato caliente o El gato Fritz, y en Argentina como Fritz el gato) es una película animada para adultos de 1972, escrita y dirigida por Ralph Bakshi. Basado en la tira cómica El gato Fritz, de Robert Crumb, este largometraje fue el primero de Bakshi como director. También fue la primera película de animación en recibir una calificación X en los Estados Unidos.
La película comienza con Fritz (en la voz de Skip Hinnant en inglés), un gato antropomórfico de la ciudad de Nueva York a mediados de los años 60, quien explora los ideales de hedonismo y la conciencia sociopolítica. La película es una sátira centrada en la vida universitaria estadounidense de ese entonces, las relaciones interraciales, el movimiento del amor libre y las políticas de las izquierdas y derechas.
La película tuvo problemas de producción y un estreno controversial. Crumb tuvo desacuerdos con los cineastas en relación con el contenido político de la película. El gato Fritz generó controversia por su clasificación y contenido, que muchos espectadores lo consideraron ofensivo en aquel momento. Fue producida con un presupuesto de $850,000 y obtuvo más de $90,000,000 a nivel mundial. Su éxito hizo que un montón de películas animadas para adultos y una secuela, Las nueve vidas del gato Fritz (de 1974), fueran producidas sin involucrar ni a Crumb ni a Bakshi.
En Argentina, la película se estrenó a mediados de los años 1970 y fue distribuida por 20th Century Fox. En España, la película se estrenó por primera vez en Barcelona el 3 de febrero de 1978 y en Madrid el 10 de febrero de 1978. Ambos estrenos fueron distribuidos por Suevia Films.

## Trama
En un parque de la ciudad de Nueva York, los hippies se han reunido con sus guitarras para cantar canciones de protesta. Fritz y sus camaradas se asoman en un intento para conocer chicas. Cuando un trío de chicas atractivas pasan cerca, Fritz y sus amigos llegan hasta el agotamiento tratando de llamar su atención, pero se dan cuenta de que ellas están más interesadas en un cuervo que se encuentra de pie a poca distancia. Las chicas tratan de coquetear con el cuervo, y sin quererlo hacen comentarios desdeñosos sobre la gente negra, mientras que Fritz, molesto, pasa por ahí. De repente el cuervo reprocha a las chicas con un comentario sarcástico y se aleja. Fritz las invita a "buscar la verdad", llevándolas al apartamento de su amigo, en donde hay una fiesta fuera de control. Ya que las otras habitaciones están abarrotadas, Fritz arrastra a las chicas al baño y los cuatro tienen sexo en grupo dentro de la bañera. Mientras tanto, la Policía (representados como cerdos) llega a incursionar en la fiesta. En el momento que dos oficiales de policía suben por las escaleras, uno de los asistentes encuentra a Fritz junto con las chicas en la bañera. Algunos otros se inmiscuyen, haciendo a Fritz a un lado, quien encuentra consuelo fumando marihuana. Los dos oficiales irrumpen en el apartamento, pero lo encuentran vacío porque todos se han metido en el baño. Fritz se refugia en el inodoro cuando uno de los cerdos comienza a apalear a uno de los fiesteros. El cerdo finalmente se cansa, y Fritz salta del inodoro, y estando muy drogado, toma la pistola del cerdo y dispara al inodoro, causando que la tubería se rompa e inunde el apartamento, arrastrando a todos hacia afuera. Los cerdos persiguen a Fritz por la calle hasta entrar en una sinagoga. Fritz aprovecha para escapar cuando la congregación se levanta para celebrar que Estados Unidos ha decidido enviar más armas a Israel.
Fritz regresa a su dormitorio, donde sus compañeros de habitación lo ignoran. Decide descartar su aburrida vida y quema todos sus cuadernos y libros. El fuego se propaga por el dormitorio para finalmente incendiar todo el edificio. En un bar de Harlem, Fritz conoce al cuervo Duke en una mesa de billar. Luego de apenas evitar involucrarse en una pelea con el barman, Duke invita a Fritz a "zafarse", y luego se roban un auto, el cual Fritz hace saltar de un puente, mientras que Duke le salva vida aferrándose de una barandilla. Ambos llegan al apartamento de una traficante de drogas llamada Bertha, cuyos porros de hierba incrementan la libido de Fritz. Mientras tiene sexo con Bertha, aquel se da cuenta de que "¡debe decirle a la gente acerca de la revolución!". Fritz corre hacia una calle e incita a un levantamiento, durante el cual Duke es baleado y muerto.
Fritz se esconde en un callejón donde su novia, Winston Schwartz, una zorra mayor que él, lo encuentra y se lo lleva a viajar a San Francisco. Cuando el auto se queda sin gasolina en medio del desierto, Fritz decide abandonarla. Luego conoce a Blue, un conejo motociclista adicto a la heroína. Junto con la novia de Blue, una yegua llamada Harriet, se dirigen a un escondite subterráneo donde otros revolucionarios le cuentan a Fritz su plan para hacer explotar una estación de energía (pero sin antes volver a ver a Harriet y derramar una lágrima). Después de colocar la dinamita en la estación de energía, Fritz cambia de parecer e intenta quitarla, pero esta explota antes de que lo consiga.
Finalmente, en un hospital de Los Ángeles, Harriet (disfrazada como una monja) junto a las chicas de aquel parque de Nueva York, han llegado a reconfortarlo en los que creen que son sus últimos minutos de vida. Fritz, después de recitar el discurso para recoger a las chicas neoyorquinas, se levanta revitalizado y tiene sexo con las tres chicas, mientras que Harriet los observa con asombro.

## Recepción
El gato Fritz se estrenó el 12 de abril de 1972, en Hollywood y Washington D. C. A pesar de que la película tuvo un estreno limitado, continuó hasta convertirse en un éxito mundial. Con un presupuesto de $850,000, logró $25 millones en los Estados Unidos y más de $90 millones a nivel mundial, y fue la más exitosa película animada independiente de todos los tiempos  La película consiguió $4.7 millones en rentas de video en Norteamérica.
Según el artículo de Michael Barrier de 1972 sobre la producción, Bakshi cuenta acerca de dos proyecciones de la película. Sobre las reacciones de la audiencia en un preestreno en Los Ángeles, Bakshi declaró que "Se olvidaron que es animación. Lo consideraron como una película. ... Esto es lo auténtico, hacer que la gente tome la animación seriamente". Bakshi también estuvo en una presentación de la película en el Museo de Arte Moderno y recuerda que "Un tipo me preguntó por qué yo estaba en contra de la revolución. El punto es que la animación hacía que la gente se levantara y perdiera los estribos".
La película también esparció reacciones negativas debido al contenido. "Mucha gente se perturbó", dijo Bakshi. "La gente a cargo de la estructura de poder, la gente a cargo de revistas y la gente que va a trabajar por las mañanas, quienes amaban a Disney y a Norman Rockwell, pensó que yo era un pornógrafo, y me dificultaron las cosas. La gente joven, la gente que podía absorber nuevas ideas, era la gente a la que me dirigía. No me dirigía al mundo entero. Para toda esa gente que le gustó, fue un gran éxito, aunque todos los demás querían matarme."

### Críticas
Hubo una mezcla de reacciones críticas, pero generalmente fueron positivas. Vincent Canby del periódico The New York Times escribió que la película es «constantemente divertida ... [Donde hay] algo ofensivo para todos". La crítica Judith Crist de la revista New York en su reseña la consideró «gloriosamente divertida, brillantemente mordaz, y entretenimiento magníficamente ejecutado ... [cuyo] objetivo son ... los atolondrados chamacos de los años sesenta», y que ello «debería cambiar la reputación de los dibujos animados para siempre». Paul Sargent Clark en The Hollywood Reporter la llamó «poderosa y audaz», mientras que Newsweek la llamó «inofensiva, tonta, una saga en pro de los jóvenes calculada para sacudir solo a la taquilla». The Wall Street Journal y Cue dieron a la película reseñas mixtas. Thomas Albright de Rolling Stone escribió un entusiasta adelanto el 9 de diciembre de 1971, artículo basado en haber visto treinta minutos de la película, declarando que «seguramente marcaría el más importante logro en animación desde Yellow Submarine». Sin embargo, en una reseña publicada después del estreno, Albright se retractó de su declaración previa y escribió que las ilustraciones no fueron suficientes para salvar el producto final de ser un «completo desastre» debido a una «triste trama» y un guion «pueril» que dependía demasiado de chistes gastados y humor étnico de mal gusto. En Rotten Tomatoes, la película tiene una puntuación del 58%, basada en 19 reseñas críticas, con una calificación promedio de 5.5/10.
El crítico de cine Andrew Osmond escribió que el epílogo daña la integridad de la película por «conceder a Fritz poderes de supervivencia propios de un personaje animado, que la película había rechazado hasta entonces».
Patricia Evans consideró «mezquinas y ofensivas» las escenas con estereotipos judíos, y declaró que «solo el ojo prejuiciado del director Ralph Bakshi, quien denigra a todos los personajes, incluso al héroe, hace que uno reflexione sobre la naturaleza del ataque».